# Голицын, Михаил Михайлович (1793)
Князь Михаи́л Миха́йлович Голи́цын (1793—1856) — русский военный деятель, генерал-майор Генерального штаба.

## Биография
Родился 4 (15) февраля 1793 года. Сын тайного советника князя Михаила Андреевича Голицына (1765—1812) и Прасковьи Андреевны Шуваловой (1767—1828). Принадлежал к ветви «Михайловичей», которая вела своё происхождение от боярина Михаила Андреевича Голицына. Правнук знаменитого сподвижника Петра I фельдмаршала М. М. Голицына и московского губернатора Б. Г. Юсупова, по матери — внук сенатора А. П. Шувалова. Имел светское прозвище «Vestris», так как в молодости он отличался искусством в танцах.
Детство и юность провел во Франции и Италии, где подолгу жила семья Голицыных. Образование получил вместе с братом Андреем в Парижской политехнической школе. Вернувшись в Россию в 1811 году, он поступил 12 июля того же года в корпус колонновожатых. 27 января 1812 года Голицын по экзамену был произведён в прапорщики и назначен в Свиту Его Императорского Величества по квартирмейстерской части.
Князь Голицын принимал участие в войнах с Наполеоном и заграничных походах русской армии в 1813—1815 годах. Назначенный состоять при 4-м пехотном корпусе, он участвовал в сражениях при м. Островке (12 июня) , Смоленске и Бородине, где был ранен в крестец пулей навылет. После выздоровления Голицын прибыл в 8-й пехотный корпус графа Сен-При и участвовал в 1813 годах в делах под Лебау, Пуцкау и Вартембургом и в сражении под Лейпцигом, за что получил чин подпоручика. В 1814 году — при переправе через реку Рейн и во взятии Кобленца, блокаде Майнца и штурме Реймса. Был представлен графом Ланжероном к награждению золотой шпагой «За храбрость», а прусским королём Фридрихом Вильгельмом — к ордену «Pour le Mérite».
1 августа 1814 года М. М. Голицын переведён в Гвардейский Генеральный Штаб, с 5 апреля 1815 года находился при начальнике Главного Штаба князе Волконском. После взятия Парижа сопровождал в столицу графа Артуа, за что позднее был удостоен офицерского креста ордена Почётного Легиона. 7 марта 1816 — в чине поручика, 30 марта 1818 года — штабс-капитан. В том же году был прикомандирован к Гвардейскому корпусу с назначением дивизионным квартирмейстером 1-й Гвардейской Кирасирской Дивизии. 8 апреля 1821 года — в звании капитана. В январе 1822 года состоял при канцелярии начальника Главного Штаба. С 1823 года вновь назначен состоять при Гвардейском Штабе. 8 февраля 1824 года произведён в полковники. 1 марта 1825 года Голицын был назначен обер-квартирмейстером 1-го резервного кавалерийского корпуса, а во время коронации Николая I исправлял такую же должность при гвардейском отряде, находившемся в Москве.
14 марта 1829 года Голицын был уволен от военной службы для определения к статским делам и на следующий день был принят ко двору с причислением к департаменту уделов и пожалованием ему звания камергера и чина действительного статского советника. С 4 марта 1833 года князь Михаил Михайлович состоял чиновником для особых поручений при Новороссийском генерал-губернаторе князе М. С. Воронцове. 24 ноября 1837 года по прошению уволен со службы.
24 мая 1839 года вернулся на военную службу в Генеральный Штаб с чином полковника и был назначен состоять в распоряжении военного министра и генерал-квартирмейстера Главного Штаба. 1 октября 1839 года Голицыну были поручены занятия по военно-статистической, исторической и ученой частям под руководством генерал-квартирмейстера, он был назначен членом военно-цензурного комитета (26 января 1841 года) с оставлением при Генеральном Штабе. 16 апреля 1841 года за отличие по службе произведён в генерал-майоры с назначением обер-квартирмейстером отдельного Оренбургского корпуса (с 16 апреля 1841 года). 16 марта 1842 года — обер-квартирмейстер отдельного корпуса внутренней стражи. Состоял членом комитета для рассмотрения проекта о замене постойной натуральной повинности денежной (с 12 апреля 1852 года). 23 апреля 1853 года Голицын снова был назначен в распоряжение военного министра и генерал-квартирмейстера Главного Штаба и в 1854 году причислен к Генеральному Штабу. Занимая штабные должности, он был назначен для присутствования на экзаменах в Военной академии.
Умер 21 мая (2 июня) 1856 года и погребён на Лазаревском кладбище Александро-Невской лавры.

## Увлечения
Князь Михаил Михайлович увлекался литературой. Ему приписывают песнь-эпиграмму на харьковское общество «C′est,Charkoff, Charkoff que danse la sainte retraite…». Д. И. Завалишин в своей «Заметке о рукописной литературе в 20-х годах текущего столетия» передает 30 строк из его пародии на «Бахчисарайский фонтан» Пушкина, в которой он высмеивает брата Андрея. По словам некрологов Голицына в «Северной Пчеле» № 162 и «Le Nord» № 3 (по предположению кн. Н. Н. Голицына, они написаны братом М. М. Андреем Михайловичем), он отличался познаниями математическими и по разным предметам военного искусства. Оставил после себя «много замечательных сочинений», а по другому свидетельству написал несколько и юмористических стихотворении. По словам Д. И. Завалишина, Голицын был известен своими остротами и своим самолюбием.

## Награды
Был награжден российским и иностранными орденами:
- орден Святой Анны 4-й степени (1812);
- орден Святого Владимира 4-й степени с бантом (1812);
- золотая шпага с надписью «За храбрость» (1813);
- Pour le Mérite (1814);
- орден Святой Анны 2-й степени с алмазами (1826);
- орден Почётного легиона (1827; офицерский крест);
- орден Святого Владимира 3-й степени (6 декабря 1843);
- орден Святого Станислава 1-й степени (27 декабря 1845);
- орден Святого Георгия 4 класса (№ 7540; 1 января 1847 за выслугу в офицерском чине XXV лет);
- орден Святой Анны 1-й степени (1 января 1847; императорская корона к ордену — 1 января 1850);
- орден Святого Владимира 2-й степени (26 декабря 1851).

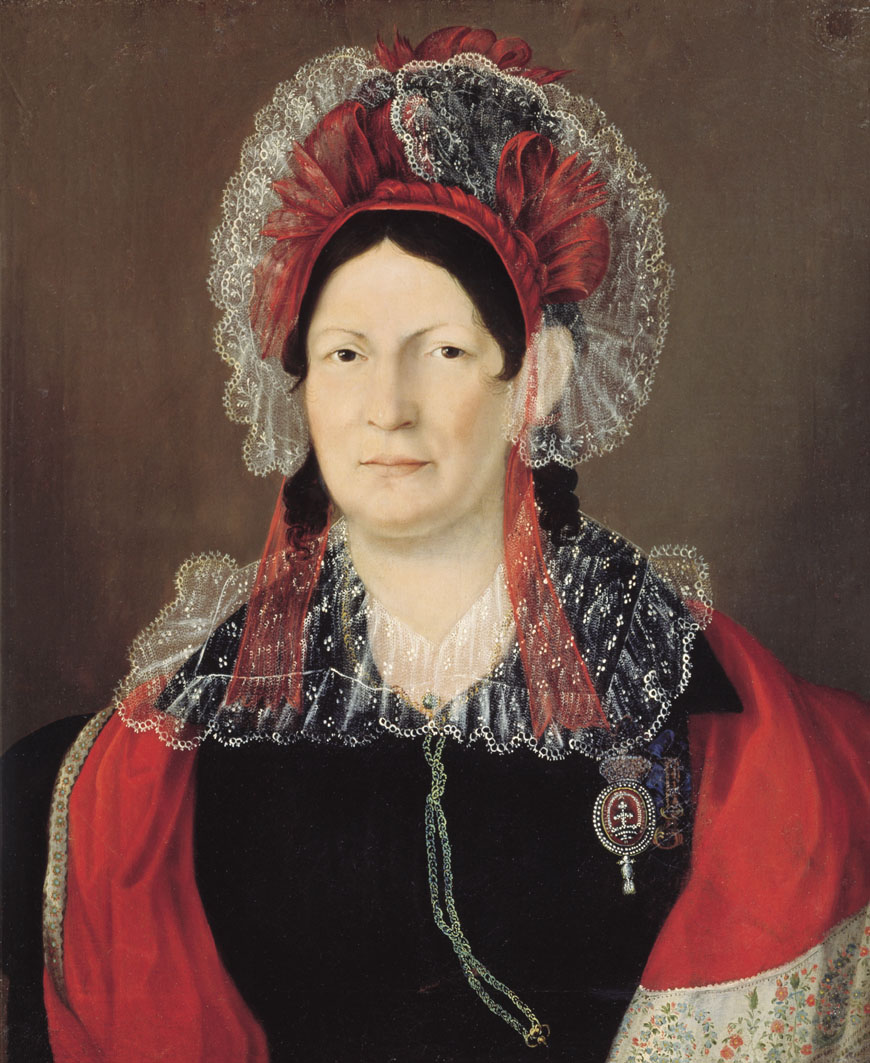
Мария Аркадьевна, жена

## Семья
Женился 9 мая 1820 года на Марии Аркадьевне Суворовой (1802—1870), внучке генералиссимуса Суворова, дочери Аркадия Александровича Суворова и Елены Александровны, урождённой Нарышкиной. От этого брака родились три дочери:
- Александра (17.01.1822—04.04.1884), крестница императрицы Марии Фёдоровны[6], фрейлина, в первом браке за князем Дмитрием Николаевичем Долгоруковым (1815—1846), сыном Н. А. Долгорукова; во втором (с 30.07.1847, Веймар) — за потомственным ландмаршалом ганноверского короля графом Георгом Гербертом Мюнстером (1820—1902). Умерла от воспаления мозга во Флоренции, похоронена там же на протестантом кладбище[7].
- Леонилла (22.01.1824—22.06.1875), крестница К. А. Нарышкина и графини В. А. Шуваловой[8], фрейлина, с 1856 года замужем за графом Корниани; скончалась от водянки в Швейцарии.
- Елена (1832—15.12.1885), фрейлина, с 1858 года замужем за князем Владимиром Васильевичем Голицыным (1830—1886), сыном В. С. Голицына. Умерла от рака в Париже.